# مطار أرطاوي
مطار أرطاوي هو مطار عسكري ثانوي عراقي في مقاطعة أرطاوي في قضاء الزبير في محافظة البصرة جنوب العراق.